# Бізнес для споживача
Бізнес для споживача (англ. Business-to-Consumer, B2C) — неформальний термін, що означає процес взаємодії компанії — (юридичної особи) (Business) з кінцевим споживачем — фізичною особою (Consumer), що має на меті продаж товарів, послуг або інформації. Термін використовується в сфері маркетингу.
Протилежним поняттям є взаємодія ініційована клієнтом-споживачем щодо компанії-продавця: C2B.

## Дивись також
- B2B
- B2E
- C2C